# روس (اسپانیا)
روس (به اسپانیایی: Rus) یکی از دهستان‌های استان خائن در کشور اسپانیا است. این شهر با مساحت ۴۷٫۳ کیلومتر مربع، ۳۷۸۵ تن جمعیت دارد.